# Блок (комикс)
Вижте пояснителната страница за други значения на Блок.
Блок (на английски: Blok) е измислен супергерой на ДиСи Комикс от 30 век. Той има огромно камненно тяло с невероятна сила и издръжливост. Неговите качества се променят с течение на времето, в началото той е способен да абсорбира енергийни атаки, но по-късно основното му качество става огромната сила. Към края на живота си той започва да мутира.
За пръв път се появява в „Superboy and the Legion of Super-Heroes“ #253 през юли 1979 година. Негови създатели са Гери Конуей и Джо Стейтън. Героят първоначално се появява като член на Лигата на Супер-асасините, но след като е унищожен неговия дом, планетата Дриад, той се присъединява към Легиона на Супер-героите.